# همه‌پرسی کبک (۱۹۹۵)
همه‌پرسی کبک (فرانسوی: Référendum québécois de 1995‎) یک همه‌پرسی نافرجام برای جدایی استان فرانسوی‌زبان کِبک از کشور کانادا بود. این همه‌پرسی در ۳۰ اکتبر ۱۹۹۵ برگزار شد. این همه‌پرسی دومین رفراندوم برای جدایی کبک از کانادا بود. همه‌پرسی قبلی در سال ۱۹۸۰ برگزار شده‌بود.
این همه‌پرسی با هدایت ژاک پاریزو، فرماندار وقت کبک، و همراهی حزب او یعنی پارتی کبکوآ انجام شد.

## نتایج
همه‌پرسی ۱۹۹۵ کبک، با درصد مشارکت ۹۳٫۵۲٪ انجام شد و در نهایت با شکست جدایی‌طلبان همراه بود. با این حال اختلاف اندک رای‌های آری و نه باعث تغییر قابل توجه روابط دولت مرکزی کانادا و استان کبک شد. پاریزو پس از شکست رای‌گیری، استعفا داد. این همه‌پرسی با مشارکت بیش از ۹۳ درصد جمعیت ۵٬۰۸۷٬۰۰۹ رای‌دهندگان، پرمشارکت‌ترین انتخابات تاریخ کانادا بود.
| همه‌پرسی کبک (۱۹۹۵) |           |        |
| انتخاب             | آرا       | %      |
| خیر                | ۲٬۳۶۲٬۶۴۸ | 50.58  |
| آری                | ۲٬۳۰۸٬۳۶۰ | 49.42  |
| آرای صحیح          | ۴٬۶۷۱٬۰۰۸ | ۹۸٫۱۸  |
| آرای باطله یا سفید | ۸۶٬۵۰۱    | ۱٫۸۲   |
| مجموع آرا          | ۴٬۷۵۷٬۵۰۹ | ۱۰۰٫۰۰ |
| واجدین شرایط       | ۵٬۰۸۷٬۰۰۹ | ۹۳٫۵۲  |

| آری: ۲٬۳۰۸٬۳۶۰ (۴۹٫۴٪) | خیر: ۲٬۳۶۲٬۶۴۸ (۵۰٫۶%) |
| ▲                      |                        |

## پس از همه‌پرسی
این همه‌پرسی باعث بحث و گفتمان‌هایی دربارهٔ نحوه انجام استانی و فدرال انتخابات‌ها و شمارش آن‌ها در کانادا شد. پس از پایان همه‌پرسی کبک، این استان توسط دولت فدرال کانادا به عنوان یک جامعه مستقل شناخته‌شد. اما پس از ارجاع موضوع به دادگاه عالی کانادا، این دادگاه حکم کرد که جدایی یک‌جانبه کبک در صورت موفقیت‌آمیز بودن این همه‌پرسی، غیرقانونی محسوب می‌شد.
پنج‌روز بعد از انجام همه‌پرسی، یکی از هواداران جدایی کبک که مبتلا به اسکیزوفرنی بود سعی کرد ژان کرتین، نخست‌وزیر وقت کانادا، را ترور کند. این فرد که آندره دالیر نام داشت، با چاقو وارد خانه کرتین شد و می‌خواست او را در خواب بکشد. دالیر با مقاومت همسر نخست‌وزیر نتوانست این کار را انجام دهد و ژان کرتین سالم ماند. دالیر بعداً در دادگاه به دلیل اقدام به قتل محاکمه شد اما به‌خاطر مشکل روانی مورد مجازات قرار نگرفت.